# Fritz Steuri (Skisportler, 1903)
Fritz Steuri (* 1903 in Grindelwald; † 9. August 1955 am Gross Grünhorn) war ein Schweizer Skirennfahrer und Bergführer. Er gewann drei Medaillen bei Alpinen Skiweltmeisterschaften und 1931 sowie 1932 die Abfahrt und die Kombination des Lauberhornrennens.

## Biografie
Zu Beginn der 1930er-Jahre war Fritz Steuri, der für den Skiclub Kleine Scheidegg startete, einer der erfolgreichsten Schweizer Skirennfahrer. Bei den Alpinen Skiweltmeisterschaften, die erstmals 1931 ausgetragen wurden und damals noch nicht offiziell den Namen Weltmeisterschaft trugen, sondern als FIS-Rennen bzw. FIS-Wettkämpfe bezeichnet wurden, gewann er bis 1933 eine Silber- und zwei Bronzemedaillen: Bei den ersten FIS-Rennen 1931 in Mürren wurde er hinter seinen Landsmännern Walter Prager und Otto Furrer Dritter in der Abfahrt. Am Slalom nahm er nicht teil. 1932 blieb er in Cortina d’Ampezzo ohne Medaille und erzielte Platz fünf im Slalom sowie jeweils Rang sieben in der Abfahrt und in der Kombination. 1933 in Innsbruck gewann er hinter den beiden Österreichern Toni Seelos und Gustav Lantschner die Bronzemedaille im Slalom und mit Platz vier in der Abfahrt hinter Seelos die Silbermedaille in der Kombination.
Bei den Lauberhornrennen in Wengen, die seit 1930 ausgetragen werden, gewann Fritz Steuri in den Jahren 1931 und 1932 zweimal in Folge die Abfahrt und die Kombination. Bei den «Grossen Skirennen der Schweiz», den Schweizer Skimeisterschaften, erzielte er 1932 in Zermatt den dritten Platz in der Abfahrt der Klasse Senioren I. 1933 in Einsiedeln gewann er in dieser Klasse die Abfahrt mit der schnellsten Tageszeit, was ihm als Spezialpreis den Wanderpreis des Britischen Skiclubs einbrachte. Mit einem zweiten Platz im Slalom gewann er ausserdem die Alpine Kombination aus Abfahrt und Slalom in der Seniorenklasse. 1942 siegte er beim 36. Schweizerischen Skirennen in Grindelwald in der Altersklasse I in der Abfahrt und im Slalom. Ab 1935 war Steuri erster Leiter der neu gegründeten Skischule Kleine Scheidegg.
Neben seiner Tätigkeit als Skirennläufer und Skischulleiter war Fritz Steuri auch ein bekannter Bergführer. Sein Führerpatent hatte er bereits 1926 erhalten. Am 9. August 1955 sollte er mit einem deutschen Ehepaar über das Grünegghorn das 4044 Meter hohe Gross Grünhorn besteigen. Nach der Überschreitung des 3860 Meter hohen Grünegghorns wurde die Gruppe in einer Senke zwischen Grünegghorn und Gross Grünhorn von einem Schneebrett erfasst und getötet. Steuri hinterliess seine Frau und vier Kinder. Sein Sohn Walter Steuri, beim Tod des Vaters zehn Jahre alt, war von 1994 bis 2008 Vorsitzender der Geschäftsleitung der Jungfraubahnen.

## Statistik & Erfolge

### Weltmeisterschaften
- Mürren 1931: 3. Abfahrt
- Cortina d’Ampezzo 1932: 5. Slalom, 7. Abfahrt, 7. Kombination
- Innsbruck 1933: 2. Kombination, 3. Slalom, 4. Abfahrt

### Weitere Erfolge
- Sieg in Abfahrt und Kombination des Lauberhornrennens 1931 und 1932
- Sieg in der Abfahrt sowie in der Kombination aus Abfahrt und Slalom bei den Schweizer Skimeisterschaften 1933